# NGC 4596
NGC 4596 هي مجرة تتبع كوكبة العذراء. اكتشفها ويليام هيرشل في 15 مارس 1784.

## روابط خارجية
- NGC 4596 على موقع ويكي سكاي: DSS2, SDSS, GALEX, IRAS, Hydrogen α, X-Ray, Astrophoto, Sky Map, Articles and images